# Baltasar Dreveton
Pour les articles homonymes, voir Dreveton.
Baltasar Dreveton, ou Balthazar Dreveton, parfois appelé Graveton, né vers 1719 et mort , est un architecte français du XVIIIe siècle ayant travaillé à Marseille et en Espagne, probablement .

## Biographie

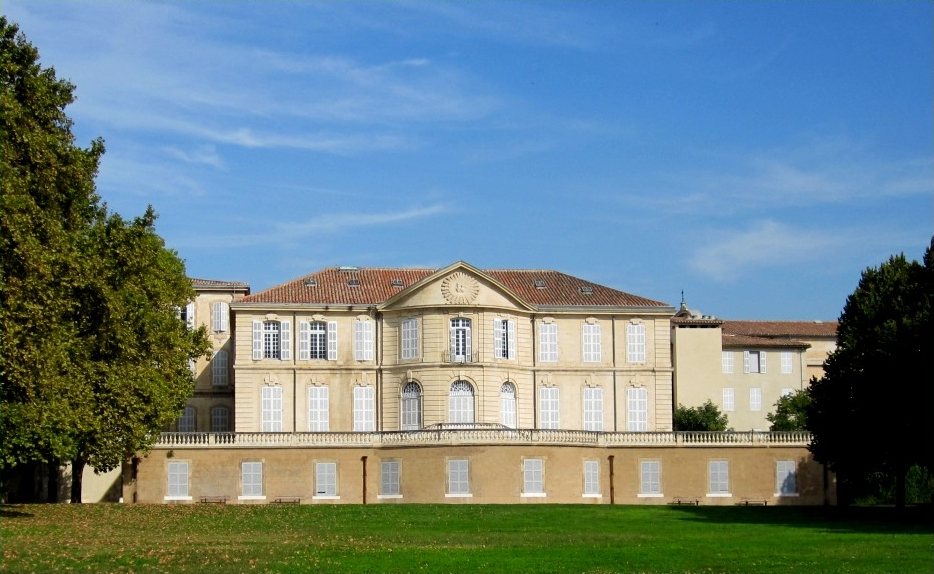
La bastide Saint-Joseph
Marseille

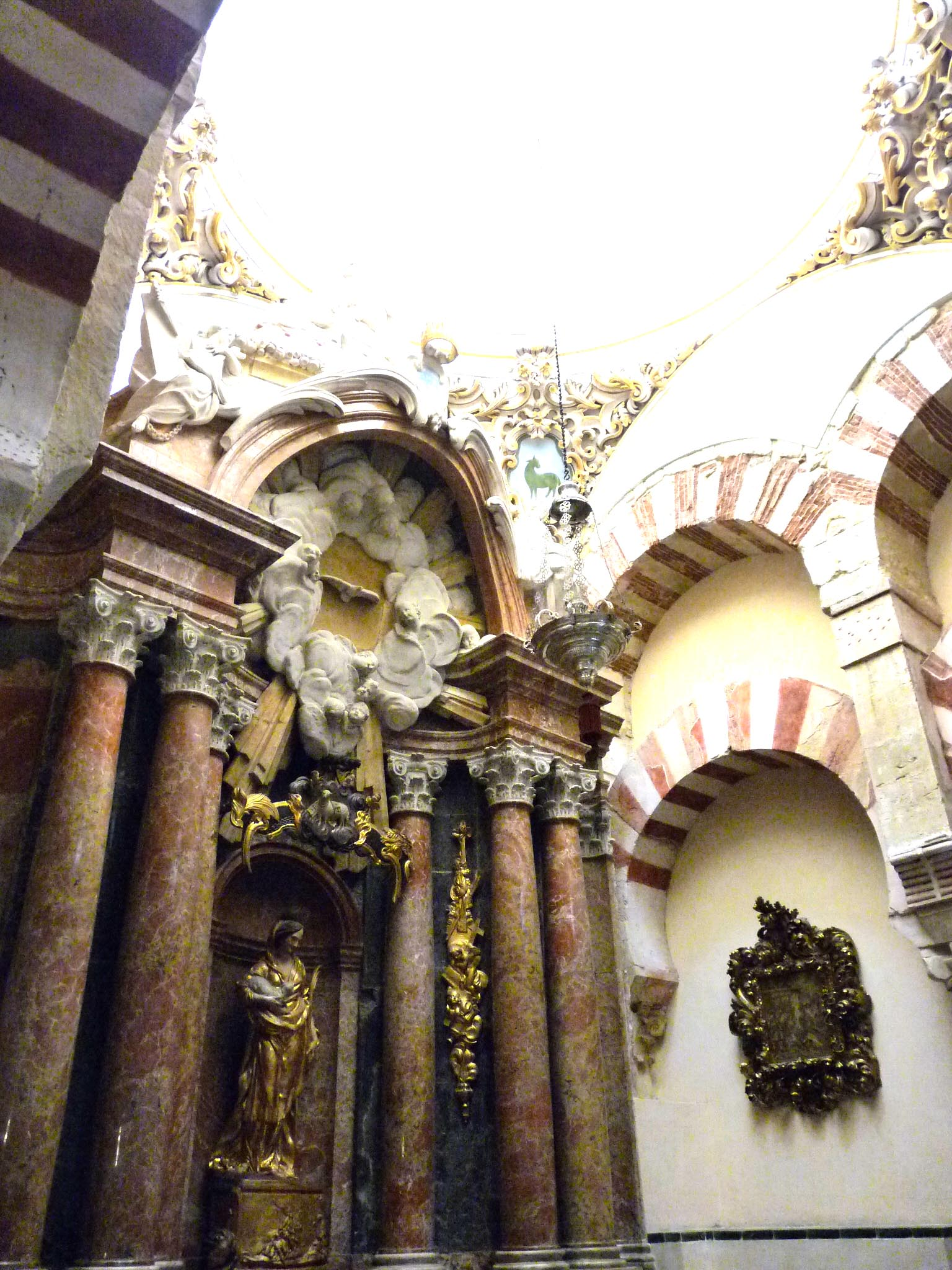
Retable de la chapelle de Santa Inés de la Mezquita de Córdoba

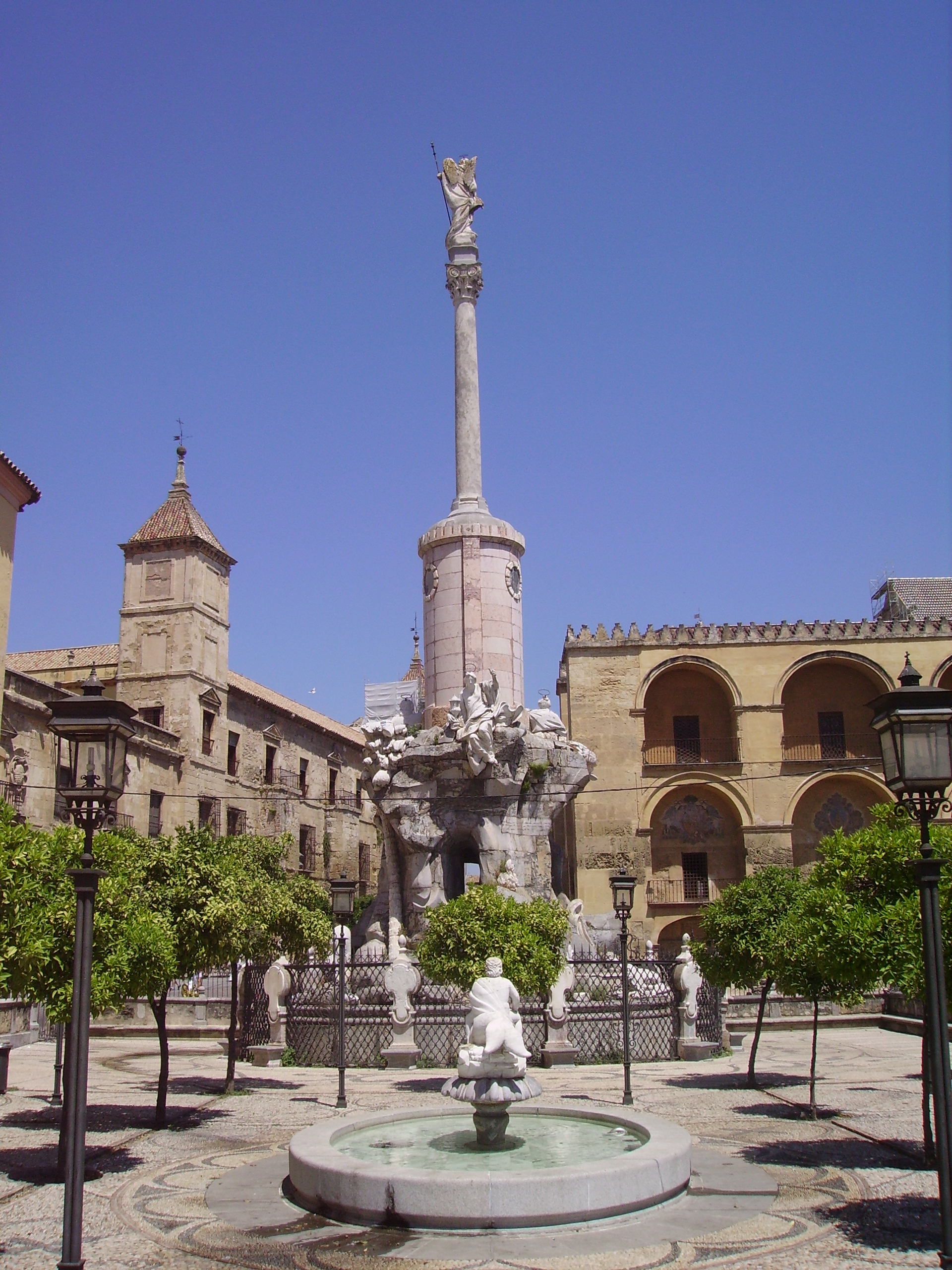
El Triunfo
Cordoue

La vie de cet architecte n'est pas documentée de manière infaillible. 
Baltasar Dreveton est probablement né à Marseille. En effet, à la demande du Sieur Louis Sauveur de Villeneuve, marquis de Forcalquier et ambassadeur du roi Louis XV à Constantinople, il y réalise son premier projet, le « Château Saint-Joseph » sur une colline au Nord de Marseille, avec vue au Sud, sur toute la ville et sa rade a l'Ouest. 
Baltasar Dreveton réalise à partir de 1745 le chapelle du couvent des Bernardines de Marseille, dans lequel les religieuses s'installent en 1751. L'église est décorée par le sculpteur Jean-Michel Verdiguier. Les religieuses seront expropiées à la Révolution. Le couvent sera utilisé comme  caserne, avant de devenir un « Lycée Impérial » particulièrement performant à partir de 1802 et de prendre le nom de Lycée Thiers en 1930.
Après le séisme de 1755 à Lisbonne, son ami Jean-Michel Verdiguier persuade Baltasar Dreveton de participer aux projets de réparation. C'est ainsi qu'appelé par le chapitre de la cathédrale de Cordoue, il répare à partir de en 1756 la tour campanile de la Mosquée-cathédrale. Pendant ce séjour, il réalise également le retable de Santa Inés de cette cathédrale.
Avec Verdiguier il réalise « El Triunfo », monument dédié à l'archange saint Raphaël, à la demande de la ville de Cordoue, soucieuse de remercier son saint protecteur après le séisme. 
Il est maître d'œuvre du Colegio de Santa Victoria en 1760, remplaçant l'architecte français Louis Guilbert, mais ne l'a pas terminé à cause de l'effondrement de la coupole. L'architecte Ventura Rodríguez qui a été chargé de renforcer les murs pour leur permettre de reprendre la charge de la coupole de l'église.
En 1766 il est appelé à Salamanque pour étudier la réparation possible du clocher appelée Torre de las Campanas de la nouvelle cathédrale. Le maître d'œuvre Juan de Sagarvinaga et d'autres architectes avaient proposé de démolir la tour, mais la réussite de la sauvegarde du campanile de la cathédrale de Cordoue a amené le chapitre à lui demander son avis. Finalement sa solution de renforcement de la tour est acceptée. Dreveton a confié la charge des travaux à Jerónimo García de Quiñones et Manuel de los Rios. Les travaux ont été exécutés entre le 15 février 1768 et le 14 janvier 1771. 
Il est revenu en 1767 à Cordoue où il a proposé un projet d'aménagement de la chapelle de San Pedro, ancien Mihrab de la mosquée. Ce projet a causé une inimitié avec le sculpteur Verdiguier, mais qui a été passagère car ils ont collaboré sur des ouvrages un an plus tard.
Les factures de certains ouvrages montrent qu'il séjourne encore à Cordoue en 1789. Un architecte de ce nom est encore cité en 1805 comme évaluateur et expert.